# Diméthipin
Le diméthipin est un régulateur de croissance des plantes.
Il a été utilisé comme défoliant pour plants de coton.
Il améliore le processus de maturation et réduit l'humidité des graines avant les moissons de riz, colza, lin et tournesol.